# ترينغ جونكشن (كيبك)
ترينغ جونكشن (بالإنجليزية: Tring-Jonction, Quebec)‏ هي local municipality of Quebec تقع في كندا في Robert-Cliche Regional County Municipality. يُقدَّر عدد سكانها بـ 1,473 نسمة، وتبلغ مساحتها 27.30 كم².